# Joseph Serda
Pour les articles homonymes, voir Serda.
Joseph Serda est un homme politique français, né le 7 mai 1889 à Boufarik (Algérie) et mort le 1er février 1965 à Biarritz (Pyrénées-Atlantiques, France).
- Député Gauche radicale puis Gauche indépendante de l'Algérie de 1932 à 1940.
- Membre de l'Assemblée consultative provisoire siégeant à Alger (novembre 1943-juillet 1944)

## Sources
- « Joseph Serda », dans le Dictionnaire des parlementaires français (1889-1940), sous la direction de Jean Jolly, PUF, 1960 [détail de l’édition]